# Edmund Schulthess

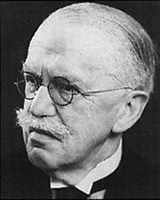
Edmund Schulthess

Edmund Schulthess (ur. 2 marca 1868, zm. 22 kwietnia 1944) – szwajcarski polityk, członek Rady Związkowej od 17 lipca 1912 do 15 kwietnia 1934. Kierował następującymi departamentami:
- Departament Handlu, Przemysłu i Rolnictwa (1912–1914)
- Departament Spraw Ekonomicznych (1915–1934)[2].

Był członkiem Radykalno-Demokratycznej Partii Szwajcarii.
Pełnił także funkcje wiceprezydenta (1916, 1920, 1927, 1932) i prezydenta (1917, 1921, 1928, 1933) Konfederacji.